# Nghĩa Minh (huyện)
Nghĩa Minh là một huyện cũ của tỉnh Nghĩa Bình, Việt Nam.
Phía Bắc giáp thị xã Quảng Nghĩa, phía Nam giáp huyện Ba Tơ, phía Đông giáp huyện Mộ Đức, phía Tây giáp huyện Sơn Hà.
Đơn vị hành chính của huyện Nghĩa Minh gồm 13 xã: Hành Đức, Hành Dũng, Hành Minh, Hành Phước, Hành Thiện, Hành Thịnh, Hành Thuận, Hành Tín, Long Hiệp, Long Mai, Long Môn, Long Sơn, Thanh An.
Ngày 24 tháng 8 năm 1981, huyện Nghĩa Minh được tách thành 2 huyện là Nghĩa Hành và Minh Long:
- Huyện Minh Long có 5 xã: Long Hiệp, Long Mai, Long Môn, Long Sơn, Thanh An.
- Huyện Nghĩa Hành có 8 xã: Hành Đức, Hành Dũng, Hành Minh, Hành Phước, Hành Thiện, Hành Thịnh, Hành Thuận, Hành Tín.

Huyện Phước Vân được tách thành 2 huyện là Tuy Phước và Vân Canh, huyện Hoài Ân được tách thành 2 huyện là Hoài Ân và An Lão, huyện Tây Sơn được tách thành 2 huyện là Tây Sơn và Vĩnh Thạnh.